# Elizabeth Bennet
Elizabeth (Eliza, Lizzy) Bennet is een romanpersonage en de belangrijkste protagonist uit Pride and Prejudice, de roman van Jane Austen. De roman draait om haar verlangen liefde en geluk te vinden ondanks de beperkingen die haar door haar omgeving en de in die periode vereiste etiquette worden opgelegd. Het verhaal wordt grotendeels vanuit haar oogpunt beschreven. Ze wordt algemeen beschouwd als een van Austens populairste romanheldinnen, en was Austens persoonlijke favoriet. Elizabeth is aan het begin van het verhaal twintig jaar oud.

## Persoonlijkheid
Elizabeth is een intelligente jonge vrouw die wordt omschreven als iemand met een levendig, speels karakter en groot gevoel voor humor. Elizabeth is het tweede meisje in een gezin dat uit vijf meisjes bestaat. Ze lijkt te houden van het vreemde en absurde in de mens. Ze deinst er niet voor terug de discussie aan te gaan met mensen die hoger in rang zijn dan zijzelf, iets wat destijds als zeer ongewoon en door sommigen als ongewenst werd beschouwd. Aan het begin van de roman wordt geschreven dat ze zelf trots is op haar intelligentie en haar vermogen om het karakter en de intenties van de mensen in haar omgeving te beoordelen. Charlotte Lucas, haar buurmeisje, is haar beste vriendin maar later in het verhaal steunt ze vooral op Jane, haar oudere zus. Jane wordt omschreven als de knapste van de vijf gezusters Bennet, en bezit een engelengeduld waar Elizabeth zich regelmatig over verbaast.
Elizabeth is Mr. Bennets favoriete dochter. Hij omschrijft haar meerdere malen als "intelligenter dan haar zusters". Elizabeth schaamt zich regelmatig voor het gedrag van haar moeder en jongere zusters, die zich slechts druk lijken te maken om oppervlakkigheden als uiterlijk, mode en rijke mannen. Haar moeder beschouwt Elizabeth als "haar minst favoriete dochter". Wanneer Elizabeth het huwelijksaanzoek van Mr. Collins afwijst is Mrs. Bennet zeer teleurgesteld. Deze Mr. Collins, namelijk, is een neef van de familie en zal, bij gebrek aan mannelijk nageslacht, het landgoed en het familievermogen van de Bennets erven. Bij een huwelijk met de, overigens potsierlijke, Mr. Collins, zou de erfenis van de Bennets "in de familie blijven".
Elizabeth wordt in de omgeving van Longbourn waar de Bennets wonen geroemd om haar schoonheid en charme en haar "mooie ogen", de eigenschap waardoor Darcy zich tot Elizabeth aangetrokken voelt. Later geeft hij aan dat haar persoonlijkheid en vrije geest hem aantrekt, en uiteindelijk beschouwt hij haar als "een van de knapste vrouwen" in zijn omgeving.

## Protagoniste
De roman richt zich vooral op Elizabeth en haar relatie met Mr. Darcy, een zeer rijke en trotse man die Elizabeth tijdens een bal in haar woonplaats beledigt ("She is tolerable, but not handsome enough to tempt me"). Elizabeth hoort Darcy deze opmerking maken tegen zijn beste vriend Charles Bingley en krijgt direct een hekel aan Darcy. Wanneer Elizabeth later wordt voorgesteld aan George Wickham is haar eerste indruk van hem dat hij wel een charmante man is en er is direct een wederzijdse aantrekkingskracht tussen Elizabeth en Wickham. Wickham laat Elizabeth en iedereen in de omgeving geloven dat hij zeer onheus is behandeld door Darcy, en beweert dat Darcy hem een betrekking als geestelijke heeft ontzegd die Wickham door Darcy's vader was toegezegd. Elizabeths hekel aan Darcy wordt vervolgens nog meer aangewakkerd wanneer duidelijk wordt dat hij zijn vriend Bingley ervan heeft weerhouden Jane Bennet, op wie Bingley verliefd is, ten huwelijk te vragen. Darcy dacht uit Janes serene houding op te maken dat ze niets om Bingley gaf, en ook de onfatsoenlijke manier waarop haar familieleden zich met regelmaat gedragen pleitte tegen haar. Dit bracht Darcy ertoe Bingley ervan te overtuigen dat Jane niet verliefd op hem was en hem ten strengste af te raden haar ten huwelijk te vragen. Door Darcy's tussenkomst is Elizabeth ervan overtuigd dat haar hekel aan Darcy gegrond is, zowel door het aangevoerde bewijs van Darcy's kwalijke gedrag als door haar overtuiging van haar eigen feilloze inzicht in menselijke karakters.
Wanneer Darcy, die ondanks alles wat volgens hem tegen haar pleit verliefd op haar is geworden, haar vervolgens ten huwelijk vraagt maar tegelijkertijd al zijn bedenkingen omtrent haar lage afkomst en onfatsoenlijke familieleden uitgebreid toelicht en haar dus beledigt wijst ze hem dan ook bits af. Wanneer hij haar vraagt naar haar redenen gooit ze hem die zonder ook maar enigszins rekening te houden met zijn gevoelens voor de voeten - ze verwijt hem zowel de rampspoed van Wickham als van haar zuster Jane.
Darcy schrijft een brief aan Elizabeth om de verwijten die ze hem heeft gemaakt met betrekking tot Wickham en Bingley/Jane te ontkrachten. Hij vertelt haar wat de redenen waren voor zijn bemoeienis met de verhouding tussen Jane en Bingley, en doet een uitgebreid verslag over zijn lange relatie met Wickham (Wickham en Darcy kennen elkaar al vanaf hun kindertijd). Wanneer Elizabeth de brief leest beseft ze dat Darcy gelijk heeft, zowel wat haar familie betreft (ze ergert zich immers zelf ook vaak aan het platte en oppervlakkige gedrag van haar moeder en jongere zusters) als wat Wickham betreft: ze bespeurt al terugdenkend aan haar gesprekken met Wickham inderdaad tegenstrijdigheden in zijn verhalen die ze in eerste instantie niet had opgemerkt. Ze realiseert zich dat Darcy gelijk moet hebben en dat Wickham een onbetrouwbaar persoon is, en ook – tot haar grote schaamte – dat haar eerste indruk van zowel Darcy als Wickham volledig onjuist was.
Elizabeth stelt haar mening over Darcy bij. Darcy past naar aanleiding van de verwijten van Elizabeth omtrent zijn onhoffelijke gedrag voor en tijdens zijn aanzoek zijn gedrag tegenover anderen aan om zo de (algemene) negatieve mening over hem bij te stellen. Wanneer Elizabeth tijdens een vakantie met haar oom en tante Gardiner in Derbyshire het landgoed van Darcy, Pemberley, bezoekt (in de overtuiging dat de familie niet op het landgoed verblijft), loopt ze Darcy zeer onverwacht toch tegen het lijf. Elizabeth geneert zich enorm wanneer ze tegenover Darcy staat maar is bijzonder onder de indruk van het prachtige landgoed, en Darcy gedraagt zich tot Elizabeths niet geringe verbazing als een zeer hoffelijk en attent gastheer. Hij stelt haar een dag later zelfs voor aan zijn jongere zuster, Miss Georgiana. Elizabeth voelt zich bijzonder vereerd en is zeer gecharmeerd van deze verlegen jongedame, met wie ze al snel bevriend raakt.
Wanneer Elizabeths jongste zuster Lydia wordt geschaakt door de onbetrouwbare en goklustige Wickham, is Darcy degene die Lydia en daarmee de familie Bennet redt van een grote schande. Hij zorgt ervoor dat Wickhams schulden worden afgelost, dat Lydia een inkomen krijgt en dat Wickham er daardoor in toestemt met Lydia te trouwen. Door deze actie van Darcy is Elizabeth er ten slotte van overtuigd dat Darcy's karakter door en door goed is en dat hij toch de ware voor haar is. Ze geeft toe aan haar gevoelens voor hem. Kort nadat Bingley en Jane zich verloven vraagt Darcy Elizabeth nogmaals, nu in romantischer bewoordingen, ten huwelijk en dit keer accepteert Elizabeth hem wel - Darcy overwint zijn trots en Elizabeth herziet haar vooroordeel.

## Vertolkingen

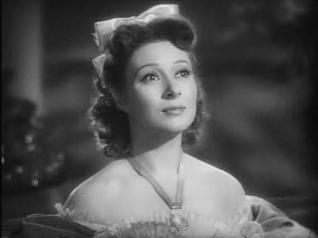
Greer Garson als Elizabeth Bennet in Pride and Prejudice (1940)

Door de enorme populariteit van Pride and Prejudice zijn er veel film- en televisiebewerkingen van het verhaal verschenen. De volgende actrices hebben de rol van Elizabeth Bennet vertolkt:
- Curigwen Lewis in 1938, in de eerste televisiebewerking van het boek
- Greer Garson in de bioscoopversie uit 1940
- Daphne Slater in de BBC-televisiebewerking uit 1952
- Jane Downs in de BBC-televisiebewerking uit 1958
- Celia Bannerman in de bioscoopfilm uit 1967
- Elizabeth Garvie in de BBC-televisiebewerking uit 1980
- Jennifer Ehle in de BBC-televisiebewerking uit 1995. Ehle ontving een BAFTA voor deze rol.
- Keira Knightley in de bioscoopfilm uit 2005. Knightley werd voor deze rol genomineerd voor een Academy Award.
- Gemma Arterton in de miniserie Lost in Austen, een losjes op Pride and Prejudice gebaseerd verhaal uit 2008
- Ashley Clements in The Lizzie Bennet Diaries, een internetserie uit 2012 in een moderne setting waarin Lizzie Bennet door middel van videoblogs haar verhaal vertelt
- Anna Maxwell Martin in Death Comes To Pemberley, een miniserie uit 2013 gebaseerd op het boek van P.D. James
- Lily James in Pride and Prejudice and Zombies, een parodiefilm uit 2016.